# Pompéu
Pompéu is een gemeente in de Braziliaanse deelstaat Minas Gerais. De gemeente telt 29.929 inwoners (schatting 2009).

## Aangrenzende gemeenten
De gemeente grenst aan Abaeté, Curvelo, Felixlândia, Martinho Campos, Morada Nova de Minas en Pitangui.